# Germània Inferior
La Germània Inferior és una província romana que inclou aproximadament els territoris actuals dels Països Baixos, part de Bèlgica i la zona d'Alemanya tocant al Rin. Va escindir-se de la Gàl·lia, amb assentaments romans des del 50 aC (destaquen Colonia Ulpia Traiana, Lugdunum Batavorum, la futura Bonn i la capital, Colonia Claudia Ara Agrippinensium) i pacificada per Juli Cèsar. Rep el títol de província imperial l'any 83. La província va esdevenir seu d'exportacions de terrissa i treballs en cuir per a altres regions romanes.
Les tribus originàries, malgrat el nom de la província, eren sobretot d'ascendència celta, si bé es van germanitzar amb el pas dels segles: frisons, bataus, ubis, sicambres, menapis i eburons. En esfondrar-se l'imperi, va passar a mans dels francs. Els queruscs estaven establerts als límits de la província i van provocar la batalla del bosc de Teutoburg, una gran derrota romana. Des del segle IV els seus habitants adopten progressivament el cristianisme.